# Rahmenplan
Ein städtebaulicher Rahmenplan ist ein informelles Planungsinstrument, um Entwicklungspotentiale eines Stadtteils auszuloten und Perspektiven für dessen zukünftige Nutzung in groben Zügen darzustellen. Er ist nicht rechtsverbindlich und keinem standardisierten Verfahren unterworfen. Hinsichtlich des Planungsmaßstabes ordnet er sich zwischen dem Flächennutzungs- und Bebauungsplanung ein und wird so meist als Mittler eingesetzt. Die Planinhalte, bestehend aus Textteil und Planteil, dienen der vereinfachten Darstellung von zukünftigen städtebaulichen Planungs- und Entwicklungsmöglichkeiten.
Städtebauliche Rahmenpläne werden häufig erstellt, um in Wettbewerbsverfahren konkrete Nutzungsergebnisse zu erzielen oder bestimmte städtische Bereiche unter Schutz zu stellen (etwa Bestandsschutz oder Nutzungsschutz). Besonders hilfreich sind Rahmenpläne bei Verfahren der Investorensuche und Öffentlichkeitsbeteiligung.
Der Rahmenplan wird unter anderem im Zusammenhang mit der Vorbereitung der Sanierung im besonderen Städtebaurecht (§ 140 BauGB) erwähnt. Unter § 140 Nr. 4 BauGB wird die Rahmenplanung neben der Bauleitplanung als Instrument genannt.